# 후지와라 카츠야
후지와라 카츠야(일본어: 藤原勝也, 1976년 8월 18일 ~ )는 일본의 성우이다.